# Río Kofarnihon
El río Kofarnihon o Kofirnihan (también transliterado del ruso como Kafirnigan) (en tayiko, Кофарниҳон)  es uno de los principales afluentes del Amu Daria, junto a los ríos Vajsh y Panj. 

## Geografía
Nace en la vertiente meridional de la cordillera Gissar en el distrito de Vahdat, ex distrito Kofarnihon, recorriendo 387 km en dirección sudoeste atravesando Kofarnihon, Vahdat, y Dusambé, donde dobla hacia el sur hacia la provincia de Khatlon dirigiéndose a la frontera con Afganistán. Desemboca en Amu Daria cerca de 36 km al oeste del punto de confluencia de los ríos Vajsh y Panj. 
Sus principales afluentes son los ríos Varzob y Hanaka, por la derecha, y el Ilyak, por la izquierda.

## Usos
El Kofarnihon es una importante fuente de agua potable, abarcando una cuenca hidrográfica de 11.600 km². Sin embargo, está contaminado por residuos de irrigación así como por un inadecuado procesamiento de las aguas en Dusambé y Vahdat. Su caudal promedio es de 156 m³/s e irriga 49.000 ha. En su curso bajo, sus riberas están cubiertas de bosques de caña y de vegetación riparia. 
Tres de las diecinueve presas del país se encuentran en su curso.

## Historia
Durante el período soviético se llevaron a cabo grandes obras  de irrigación. Junto a Uzbekistán  en 1940  Tayikistán construyó el Canal Gissar, que lleva agua del río Dusambé  al Surxondaryo.